# Центральна збагачувальна фабрика «Павлоградська»
Центральна збагачувальна фабрика «Павлоградська» — збудована у 1974 році за проєктом «Південдіпрошахту» для збагачення газового енергетичного вугілля, що видобувається шахтами Західного Донбасу. Виробнича потужність фабрики 5250 тис. тонн на рік, що за планами розвитку басейну намічалося як перша черга. Фабрика другої черги на таку ж потужність не була споруджена. Проєктна двосекційна технологічна схема фабрики передбачала збагачення вугілля класу 13—150 мм у колісних сепараторах з магнетитовою суспензією, класу 0,5—13 мм — у відсаджувальних машинах, шламу — флотацією. Товарне вугілля відвантажується у вигляді сортового палива для комунально-побутових потреб та дрібного концентрату для теплоенергетики. У процесі експлуатації фабрики, зважаючи на особливі властивості засмічуючих порід та тонких мулів, замінили флотацію на систему операцій з класифікації шламу та виділенні тонких мулів. Разом з тим внесено вдосконалення до операцій підготовки машинних класів з застосуванням конічних грохотів та стрічкових вакуум-фільтрів, здійснено збагачення крупного вугілля в окремих сепараторах для класів 13—25 та 25—100 мм.
Місце знаходження: м. Павлоград, Дніпропетровська обл., залізнична станція Ароматна.